# جيك تومسون
جيك تومسون (بالإنجليزية: Jake Thompson)‏ هو لاعب كرة قاعدة أمريكي، ولد في 31 يناير 1994 في روكوول في الولايات المتحدة.

## وصلات خارجية
- جيك تومسون على موقع دوري كرة القاعدة الرئيسي (الإنجليزية)
- جيك تومسون على موقع دوري كوريا الجنوبية لكرة القاعدة (الإنجليزية)
- جيك تومسون على موقعبيزبول رفرنس.كوم (الدوري الرئيسي) (الإنجليزية)
- جيك تومسون على موقعبيزبول رفرنس.كوم (الدوري الثانوي) (الإنجليزية)
- جيك تومسون على موقع إي إس بي إن.كوم (أم.أل.بي) (الإنجليزية)
- جيك تومسون على موقع مشجعي الرسوم البيانية (الإنجليزية)